# 村上信吾
村上 信吾（むらかみ しんご、1927年10月21日 - 1999年12月3日）は、日本の数学者。専攻は、代数学・幾何学。学位は、理学博士。大阪大学名誉教授。

## 来歴
京都市出身。第三高等学校を経て、大阪大学理学部卒。
大阪大学理学部教授、プリンストン高等研究所員、シカゴ大学、グルノーブル大学、タタ基礎科学研究所、南開大学客員教授、大阪産業大学教養部教授を歴任。
フランスパルムアカデミーク勲章受章。

## 著書
- 『多様体』共立出版、1969年（1989年に第二版刊行）
- 『連続群論の基礎』朝倉書店、1973年
- 『幾何概論』裳華房、1984年

## 訳書
- アンドレ・ドラシェ『現代の幾何学』白水社、1974年